# 29. Waffen-Grenadier-Division der SS (russische Nr. 1)
De 29. Waffen-Grenadier-Division der SS (russische Nr. 1) (Russisch: Русская Освободительная Народная Армия) was een op te richten divisie van de Waffen-SS. Deze divisie zou geformeerd worden uit de Waffen-Sturmbrigade der SS RONA (ook wel bekend als de Kaminski Brigade), een SS-eenheid bestaande uit vrijwilligers uit de Sovjet-Unie. Voor de divisie echter volledig was opgericht, brak in Warschau de Opstand van Warschau uit. De gevechtsklare onderdelen van de divisie werden overgeplaatst naar de Kampfgruppe Reinefarth, die de opstand de kop moest indrukken.
Nadat soldaten van de Kaminksi Brigade en Kaminski zelf aan het plunderen sloegen in Warschau, werd Kaminski ter dood veroordeeld. Na de dood van Kaminski werden de plannen om de brigade uit te breiden tot een divisie van tafel geveegd, en werd de Waffen-Sturmbrigade der SS RONA aangesloten bij het ROA, (Russisch: Русская освободительная армия (РОА), Russkaja osvoboditelnaja narodnaja armija, het Russische Bevrijdingsleger, dat aan de zijde van de Duitsers vocht.

## Bekende oorlogsmisdaden
Veelvuldige plundertochten tijdens de opstand van Warschau zijn bekend. Ook hebben drie officieren van de divisie in de concentratiekampen gediend en één officier in de Einsatzgruppen. Deze getallen bevatten ook officieren die voor of na hun dienst in de divisie in de kampen hebben gediend.

## Commandanten[3]
| Commandant                                                               | Begindatum          | Einddatum                          | Opmerking |
| ------------------------------------------------------------------------ | ------------------- | ---------------------------------- | --- |
| Waffen-Brigadeführer der SS Bronislav Kaminski                           | 17 juni 1944        | 19 augustus 1944                   | Op 28 augustus 1944 vermoord. |
| Waffen-Obersturmbannführer en Oberstleutnant der Waffen-SS Georgy Belaij | 4 augustus 1944     |                                    | mit der Führung beauftragt (m.d.F.b.) (vrije vertaling: met het leiderschap belast)                                                |
| SS-Brigadeführer en Generalmajor der Polizei Christoph Diehm             | 19/28 augustus 1944 | ?? augustus 1944/27 september 1944 | Schulz vermeldt: "Aufstellungskommandeur afstellung abgebrochen." (vrije vertaling: opstellingscommandant, oprichting afgebroken). |
|                                                                          |                     |                                    | Divisie in augustus 1944 ontbonden. Andere bron vermeldt: november 1944                                                            |
| SS-Gruppenführer en Generalleutnant der Polizei Heinrich Jürs            | 27 september 1944   | november 1944                      | Aufstellungskommandeur |

## Gebied van operatie[3][2]
- juni 1944 - augustus 1944: Polen

## Samenstelling[4]
- Waffen-Grenadier-Regiment der SS 72 (russische Nr.1)
- Waffen-Grenadier-Regiment der SS 73 (russische Nr.2)
- Waffen-Grenadier-Regiment der SS 74 (russische Nr.3)
- Waffen-Artillerie-Regiment der SS 29 (russische Nr.1)
- SS-Füsilier-Bataillon 29
- SS-Pionier-Bataillon 29
- SS-Panzerjäger-Abteilung 29
- SS-Nachrichten-Abteilung 29
- SS-Versorgungs-Regiment 29
- SS-Veterinär-Kompanie 29
- SS-Sanitäts-Kompanie 29
- SS-Feldersatz-Bataillon 29